# Samuel Tsegay
Samuel Tsegay, né le 24 février 1988, est un athlète érythréen spécialiste du fond et du cross.

## Carrière
Autorisé à concourir pour la Suède à partir du 27 juin 2022, il termine 9e du marathon de Paris 2023 en 2 h 9 min 47 s, un nouveau record de Suède.

### Palmarès
| Année | Compétition                            | Lieu       | Résultat | Épreuve     |
| ----- | -------------------------------------- | ---------- | -------- | ----------- |
| 2006  | Championnats du monde junior           | Pékin      | 4e       | 10 000 m    |
| 2009  | Championnats du monde de cross         | Amman      | 16e      | Individuel  |
| 2009  | Championnats du monde de cross         | Amman      | 3e       | Par équipes |
| 2009  | Championnats du monde de semi-marathon | Birmingham | 5e       | Individuel  |
| 2009  | Championnats du monde de semi-marathon | Birmingham | 2e       | Par équipes |
| 2010  | Championnats du monde de cross         | Bydgoszcz  | 5e       | Individuel  |
| 2010  | Championnats du monde de cross         | Bydgoszcz  | 2e       | Par équipes |
| 2010  | Championnats du monde de semi-marathon | Nanning    | 5e       | Individuel  |
| 2010  | Championnats du monde de semi-marathon | Nanning    | 2e       | Par équipes |
| 2014  | Championnats du monde de semi-marathon | Copenhague | 2e       | Individuel  |
| 2014  | Championnats du monde de semi-marathon | Copenhague | 1er      | Par équipes |

### Records
| Épreuve       | Performance     | Lieu              | Date            |
| ------------- | --------------- | ----------------- | --------------- |
| 10 000 mètres | 28 min 20 s 96  | Villeneuve-d'Ascq | 30 juin 2009    |
| 20 kilomètres | 58 min 20 s     | Paris             | 14 octobre 2018 |
| Semi-marathon | 1 h 00 min 17 s | Birmingham        | 11 octobre 2009 |
| Marathon      | 2 h 07 min 28 s | Amsterdam         | 16 octobre 2011 |